# Sergio Villegas
Sergio Mauricio Villegas Sánchez (2 de octubre de 1973) es un exfutbolista chileno que jugaba como Lateral o Mediocampista

## Trayectoria
Producto de las divisiones inferiores de Colo-Colo, debutó con el primer equipo durante la Copa Chile 1991. En partido ligueros, participó en 6 partidos durante el campeonato de 1996.
En su país natal, defendió las camisetas de Ñublense, Deportes Puerto Montt, O'Higgins, en donde llegó junto a Carlos Vega, con quien también coincidió en Colo-Colo, Deportes Puerto Montt y Ñublense, y Coquimbo Unido, donde se retiró a fines de la temporada 2001.
En el extranjero, jugó para el Minervén de Venezuela en 1998.
Tras el retiro, formó parte tanto como Director (2002-2008) como Scretario (2008-2016) del SIFUP, el sindicato de futbolistas profesionales de Chile, bajo la presidencia de Carlos Soto.

## Selección nacional
Representó a la Selección de fútbol sub-20 de Chile en el Sudamericano Sub-20 de 1992, teniendo como compañeros a Marcelo Salas, Francisco Rojas, Clarence Acuña, entre otros.

## Clubes
| Club                  | País      | Año       |
| --------------------- | --------- | --------- |
| Colo-Colo             | Chile     | 1991-1996 |
| → Ñublense (cedido)   | Chile     | 1995      |
| Deportes Puerto Montt | Chile     | 1997      |
| Ñublense              | Chile     | 1997      |
| Minervén              | Venezuela | 1998      |
| O'Higgins             | Chile     | 1999      |
| Coquimbo Unido        | Chile     | 2000-2001 |

## Palmarés

### Campeonatos nacionales
| Título           | Equipo    | País  | Año  |
| ---------------- | --------- | ----- | ---- |
| Primera División | Colo-Colo | Chile | 1996 |
| Copa Chile       | Colo-Colo | Chile | 1996 |